# Amalia Krieger

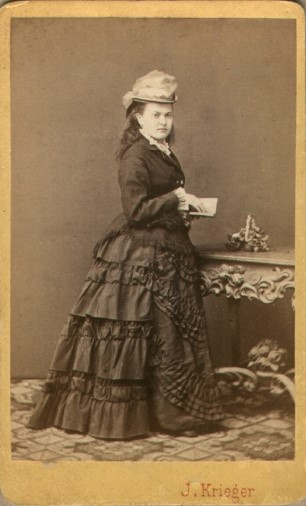
Fotografia przedstawiająca Amalię Krieger

Amalia Krieger (ur. 1846 w Lipniku, zm. 21 września 1928 w Krakowie) – polska fotografka. 
Była córką fotografa Ignacego Kriegera, który od 1860 roku prowadził w Krakowie zakład fotograficzny. Amalia oraz jej starszy brat, Natan, najprawdopodobniej przy ojcu nauczyli się zawodu, a po jego śmierci wspólnie kontynuowali jego działalność, nadal sygnując fotografie imieniem i nazwiskiem ojca. Podobnie jak ojciec i brat, wykonywała portrety klientów, ale także dokumentowała zabytki krakowskie, w tym na zamówienie Towarzystwa Miłośników Historii i Zabytków Krakowa i związanego z nim „Rocznika Krakowskiego”. Ponadto na zlecenie historyków, m.in. Władysława Semkowicza i Stanisława Krzyżanowskiego z krakowskiej Akademii Umiejętności, sporządzała fotografie średniowiecznych dokumentów na potrzeby ich badań, wykonywała także zdjęcia dla historyków sztuki, m.in. dla Stanisława Tomkowicza. Fotografowała także prace współczesnych jej artystów, m.in. Jacka Malczewskiego. 
Kiedy Natan zmarł w 1903 roku, Amalia przejęła pracownię, prowadząc ją nadal w kamienicy Bonerowskiej na rogu Rynku Głównego i ul. św. Jana. Pod koniec życia, w 1926 roku, wyposażenie atelier oraz fotografie wykonane przez nią samą, brata i ojca, przekazała gminie miasta Krakowa, ustanawiając jednocześnie fundację im. bł. pamięci Ignacego, Natana i Amalii Kriegerów. Zmarła w 1928 roku, pochowana została na cmentarzu żydowskim. Jej nagrobka nie udało się odnaleźć. Nagrobek jej brata Natana istnieje nadal na tym samym cmentarzu, ale napisy, widoczne jeszcze ok. 1990 roku, są prawie zupełnie nieczytelne. Po jej śmierci spuścizna Kriegerów trafiła do Muzeum Przemysłowego. Wraz z jego likwidacją w 1950 roku negatywy przekazane zostały do biblioteki Akademii Sztuk Pięknych w Krakowie, a w 1967 roku do Muzeum Historycznego Miasta Krakowa, gdzie znajdują się do dziś w liczbie ok. 8,5 tys., natomiast wyposażenie atelier nie zachowało się.